# Caroline Furness
Caroline Ellen Furness (Cleveland, 24 giugno 1869 – New York, 9 febbraio 1936) è stata un'astronoma statunitense e docente al Vassar College all'inizio del XX secolo.
Collaborò con Mary Watson Whitney a Vassar ed è stata la prima donna a conseguire un dottorato in astronomia presso la Columbia University.

## Origini e formazione
Furness nacque il 24 giugno 1869 a Cleveland, in Ohio. Suo padre, insegnante di scienze al liceo, incoraggiò il suo precoce interesse per la scienza. Si laureò alla Vassar nel 1891. Per un anno lavorò come docente di matematica alla West Winsted High School, nel Connecticut, prima di trasferirsi a Columbus, in Ohio, dove trascorse altri due anni insegnando e studiando matematica alla Ohio State University. Nel 1894 tornò a Vassar come assistente di ricerca per Mary Watson Whitney. Sotto la sua guida prese parte ad un programma di osservazioni di comete e pianeti che la impegnò per quasi un decennio. Divenne insegnante di matematica a Vassar nel 1895. Con il supporto di Whitney e il sostegno finanziario di Catherine Wolfe Bruce e Frederic Thompson iniziò a lavorare alla Columbia University sotto Harold Jacoby nel 1896, e nel 1900 pubblicò il suo dottorato di ricerca con una tesi di laurea dal titolo Catalogue of stars within one degree of the North pole and optical distortion of the Helsingfors astro-photographic telescope deduced from photographic measures (Catalogo delle stelle entro un grado dal Polo Nord e distorsione ottica del telescopio astrofotografico di Helsingfors dedotta da misure fotografiche in italiano).

## Carriera professionale
Tornata a Vassar nel 1903 come insegnante, nel 1911 fu promossa alla carica di professore associato di astronomia. Dal 1901 al 1912 fu redattrice della pubblicazione Observations of Variable Stars Made al Vassar College.
Collaborò all'osservazione delle stelle variabili con Whitney dal 1909 al 1911. Nel 1910, in seguito al congedo per malattia di Whitney, Furness divenne presidente del dipartimento di astronomia e assunse la direzione dell'Osservatorio del Vassar College, prima di diventarne ufficialmente direttrice nel 1915. Nel 1915 fu l'autrice dell'autorevole libro di testo Introduction to the Study of Variables Stars, riconosciuto essere «tra i migliori cento libri scritti da donne americane durante l'ultimo secolo» all'Esposizione universale di Chicago del 1933. Nel 1916 divenne professoressa di Astronomia come "Alumna Maria Mitchell Professor of Astronomy".
A partire dal 1922 entrò a fare parte della Royal Astronomical Society. Furness fu anche un membro della Astronomical Society, dell'Association of Variable Star Observers, della British Astronomical Association e dell'Astronomische Gesselschaft.
Profonda sostenitrice dell'istruzione femminile, portò avanti questa causa in vari paesi compreso il Giappone, dove pubblicò numerosi articoli sul tema. Membro importante del ramo locale della National Alliance of Unitarian Women (Alleanza nazionale delle donne unitarie), Furness lavorò come volontaria della Croce Rossa nel 1917.

## Vita privata
Morì il 9 febbraio 1936 a New York.